# Perla Cristal
Perla Cristal Lijik (Buenos Aires, Argentina, 29 de septiembre de 1931) es una ex vedette, cantante y actriz argentina que realizó una amplia carrera en su país natal, con incursiones en Hollywood y asidua del cine español e italiano. Afincada en España desde comienzos de la década de 1960.

## Biografía
Al tiempo que cursa estudios primarios, aprende Arte Dramático, canto, baile, guitarra y piano. Después inicia estudios de Filosofía y Letras y trabaja como bailarina acrobática en circos. Comenzó como vedette y actriz en Argentina, actuando durante la época de oro del cine argentino junto a estrellas notables del momento como los hermanos Tono Andreu y Gogó Andreu, María Esther Podestá, Héctor Calcaño, Leonor Benedetto, Betiana Blum, Golde Flami, Perla Achával, Nélida Romero y Esteban Serrador.
Inició su carrera cinematográfica en 1950 con el film Arroz con leche, dirigido por Carlos Schlieper, y protagonizado por Ángel Magaña y Malisa Zini.
Actriz protagónica y de reparto, filmó decenas de films en el extranjero (sobre todo en las décadas del '60 y '70), trabajando en algunas películas y obras teatrales con el director Jesús Franco. Otros filmes destacables suyos son El tulipán negro (1964), protagonizado por Alain Delon y Virna Lisi, y La corrupción de Chris Miller (1972), con Jean Seberg y Marisol.
Cantó y declamó el tema Piantao. También interpretó temas de otros cantantes, como Río Manso, Río Rebelde y Transnochando espineles de Cholo Aguirre, o Cantares de Joan Manuel Serrat. También cantó en cabarets, salas de fiesta, teatros, circos; hizo comedias musicales y zarzuelas, café-teatro y teatro sin café.

## Filmografía
- 1950: Arroz con leche
- 1951: Concierto de bastón
- 1954: La cueva de Alí Babá
- 1962: Gritos en la noche
- 1962: Los motorizados
- 1963: Escala en Hi-Fi
- 1963: Las cuatro noches de la luna llena
- 1964: El secreto del Dr. Orloff
- 1964: Pão, Amor e... Totobola
- 1964: El tulipán negro
- 1964: El puente de los suspiros
- 1964: La muerte silba un blues
- 1964: Búsqueme a esa chica
- 1964: Un tiro por la espalda
- 1965: Marc Mato, agente S. 077
- 1965: La vuelta
- 1965: La cesta
- 1966: Siete pistolas para los Mac Gregor
- 1966: Dos mil dólares por Coyote
- 1966: Hoy como ayer
- 1966: Las siete magníficas
- 1966: 40 grados a la sombra
- 1967: Culpable para un delito
- 1967: Una bruja sin escoba
- 1967: Joe Navidad
- 1967: Crónica de 9 meses
- 1967: El rostro del asesino
- 1967: Oscuros sueños de agosto
- 1968: La esclava del paraíso
- 1968: Comanche blanco
- 1969: De Picos Pardos a la ciudad
- 1969: Juicio de faldas
- 1969: Susana
- 1969: Por qué pecamos a los cuarenta
- 1970: Las bellas del bosque
- 1970: Sin un adiós
- 1970: Reverendo Colt
- 1971: El Cristo del océano
- 1971: Los jóvenes amantes
- 1972: La furia del Hombre Lobo
- 1972: Dans la poussière du soleil
- 1973: La corrupción de Chris Miller
- 1973: El consejero
- 1973: Celos, amor y Mercado Común
- 1974: El chulo
- 1974: Emma, puertas oscuras
- 1974: Señora doctor
- 1974: Cinco almohadas para una noche
- 1974: Las correrías del Vizconde Arnau
- 1974: Los inmorales
- 1975: El comisario G. en el caso del cabaret
- 1975: Hay que matar a B.
- 1976: La iniciación en el amor
- 1976: Batida de raposas
- 1977: Las marginadas
- 1977: La perla negra
- 1984: Atrapadas
- 1988: Entre rejas
- 1989: La blanca paloma
- 2001: La novia del príncipe
- 2005: Conejo al ajillo, peruana y desolación
- 2005: Entre voces[6]

## Televisión
- 1960: Microprogramas  (Music Hall)
- 1963: Las enfermeras
- 1964: Primera fila
- 1964: Historias de mi barrio
- 1966-1973: Estudio 1
- 1973: Tarde para todos
- 1975: Aquí y ahora
- 1996-1997: Éste es mi barrio
- 2006-2007: Amar en tiempos revueltos
- 2007: Hospital Central
- 2008: Guante blanco
- 2010: Armando (o la buena vecindad)

## Teatro
- La pasarela está de gala (1954).
- Locuras de primavera (1954), con Sofía Bozán, Dringue Farías, Adolfo Stray, María Esther Gamas, Tato Bores, Alba Solís, entre otros.
- La Revista de los Ases (1955).
- ¡Esta si es una bomba! (1955).
- Temperatura en ascenso (1955).
- ¡Divorciópolis!... (1955).
- ¡Gran butaca carnavalera! (1955).
- Disloquibamba (1956).
- Tiburón, junto a Xénia Monty y Dolly Bioletti.
- Alegrías de España, en una temporada de más de 5 años.
- La maja desnuda de Cáceres
- La divinas
- Cara al sol con la chaqueta nueva
- Tiempo Yrigoyen (1976) de  Ulises Petit de Murat, dirigía por Julio Piquer en el Teatro Liceo. Junto a Osvaldo Terranova y Rita Terranova.[7]